# Piet Van den Heuvel
Piet Van den Heuvel is een Belgisch muzikant en tekstschrijver.
Als zanger was Van den Heuvel vroeger bekend van de Belgische groep Scooter. De band heeft niet lang bestaan maar zorgde in die korte tijd wel voor enkele klassiekers, zoals You en Minute by Minute. Met You won de groep de Zomerhit 1981. Later verzorgde hij de (achtergrond)zang bij Clouseau, The Scabs, De Kreuners, Sodapop, 2 Shy (van Kurt Verheyen en Maurice Engelen), De Flandriens, The Silver Foxes Deluxe (ook met Patrick Riguelle & Jan Hautekiet), Dirk Blanchart, Jean Blaute, Axl Peleman, Blue Blot, Bart Peeters e.a.
Ook schreef hij muziek en teksten voor Bart Peeters, Clouseau, Sarah, Victor Lazlo, Barbara Dex, Marco Borsato (Cara Lucia) M-Kids, Buzz Klub, Yasmine, de televisieseries Windkracht 10 en Flikken, Touch of Joy en Eddy Wally (Dans Mi Amore) e.a. Later speelde hij gitaar en percussie bij Bart Peeters. Na het uitkomen van zijn soloplaat Meanwhile at the Moon Parlor in 2007 toerde hij door Vlaanderen met zijn eigen band (Mike Smeulders, David Piedfort, Pieter Doms en Bart Buls).